# Plečnikova medalja

Plečnikova medalja je slovenska nagrada, ki jo vsako leto podeljuje Sklad arhitekta Jožeta Plečnika za manjša dela in teoretične prispevke k razvoju slovenske arhitekture.

## Zgodovina sklada
Nagrada je bila ustanovljena na pobudo delovnega kolektiva Ambient iz Ljubljane leta 1972, ob stoletnici rojstva velikega slovenskega arhitekta Jožeta Plečnika. Plečnikova nagrada je kmalu upravičila svoje poslanstvo, zato je bil kmalu ustanovljen Sklad arhitekta Jožeta Plečnika, katerega namen je podeljevanje Plečnikovih nagrad in drugih Plečnikovih odličij. 
Namen podeljevanja Plečnikovih odličij je pospeševati in dajati javno priznanje najboljšim dosežkom na področju oblikovanja našega okolja. Plečnikova odličja se podeljujejo za dosežke na področju oblikovanja okolja (arhitektura, urbanizem, krajinska arhitektura, notranja oprema), za dosežke na področju arhitekturne teorije, kritike in strokovne publicistike ter za siceršnje prispevke k bogatitvi arhitekturne kulture oziroma uveljavljanju arhitekture.

## Nagrada
Plečnikova medalja pomeni bodisi priznanje za aktualno realizacijo ali delo na področjih arhitekture, urbanizma, krajinske arhitekture in notranje opreme, bodisi priznanje za pomembno delo s področja arhitekturne teorije, kritike in strokovne publicistike ali za prispevek k bogatitvi arhitekturne kulture oz. uveljavljanju arhitekture. Plečnikova medalja se lahko podeli tudi za življenjsko delo, torej za celoten opus nekega avtorja s prej naštetih področij, sestavljata pa jo:
- plaketa s Plečnikovim portretom z vgraviranim imenom nagrajenca
- diploma